# On the Twentieth Century
On the Twentieth Century è un musical con libretto e parole di Betty Comden e Adolph Green e colonna sonora di Cy Coleman, basato sul film Ventesimo secolo di Howard Hawks (1934).

## Trama
Ambientato su un lussuoso treno in viaggio per New York, il musical racconta del tentativo del geniale impresario Oscar Jaffee sull'orlo del disastro finanziario a riconquistare la simpatia e la collaborazione artistica della grande attrice da lui scoperta Lily Garland, sua vecchia fiamma.

## Produzioni
Dopo l'anteprima al Colonial Theatre di Boston, On the Twentieth Century ha debuttato il 19 febbraio 1978 al St. James Theatre di Broadway per un totale di 449 repliche, per la regia di Harold Prince, le coreografie di Larry Fuller, con John Cullum, Madeline Kahn, Imogene Coca e Kevin Kline. Dopo 9 settimane Madeline Kahn decise di abbandonare, convinta che stesse mettendo a rischio le corde vocali, e fu sostituita da Judy Kaye.

## Numeri musicali
Primo Atto
- Stranded Again – Bishop, attori, cantanti
- Saddle Up the Horse – Owen O'Malley & Oliver Webb
- On the Twentieth Century – Porters, Letitia, Conductor, Flanagan, Rogers, passeggeri
- I Rise Again – Oscar Jaffe, Owen & Oliver
- Indian Maiden's Lament – Imelda & Mildred Plotka
- Veronique – Lily Garland & attori
- I Have Written a Play – Conductor Flanagan
- Together – Poters & passeggeri, Oliver
- Never – Lily, Owen, & Oliver
- This Is The Day – Lily & Agnes (eliminata prima del debutto a Broadway)
- Our Private World – Lily & Oscar
- Repent – Letitia
- Mine – Oscar & Bruce Granit
- I've Got it All – Lily & Oscar
- On the Twentieth Century (reprise) – Cast

Secondo Atto
- Entr'acte: Life is Like a Train – Facchini
- I Have Written a Play (Reprise 1) - Congressman Lockwood
- Five Zeros – Owen, Oliver, Letitia, & Oscar
- I Have Written a Play (Reprise 2) - Dr. Johnson
- Sextet/Sign Lilly Sign – Owen, Oliver, Oscar, Letitia, Lily, Bruce
- She's a Nut – Cast
- Max Jacobs – Max
- Babbette – Lily
- The Legacy ("Because of Her" for 2015 revival) – Oscar
- Lily, Oscar – Lily & Oscar
- Finale - Cast

## Cast
|                   | Broadway, 1978 | Sostituzioni notevoli | Londra, 1980   | New York, 2005     | Broadway, 2015     |
| ----------------- | -------------- | --------------------- | -------------- | ------------------ | ------------------ |
| Lily Garland      | Madeline Kahn  | Judy Kaye             | Julia McKenzie | Marin Mazzie       | Kristin Chenoweth  |
| Oscar Jaffee      | John Cullum    | John Cullum           | Keith Michell  | Douglas Sills      | Peter Gallagher    |
| Letitia Primorose | Imogene Coca   | Betty Comden          | Ann Beach      | Jo Anne Worley     | Mary Louise Wilson |
| Bruce Granit      | Kevin Kline    | Kevin Kline           | Mark Wynter    | Christopher Sieber | Andy Karl          |
| Agnes             | Judy Kaye      | Christine Ebersole    | Chris Melville | Mary Ann Hu        | Mamie Parris       |

## Riconoscimenti
- Tony Award
  - 1978 - Miglior libretto di un musical a Betty Comden e Adolph Green
  - 1978 - Migliore colonna sonora originale a Cy Coleman (musiche), Betty Comden e Adolph Green (testi)
  - 1978 - Miglior attore protagonista in un musical a John Cullum
  - 1978 - Miglior attore non protagonista in un musical a Kevin Kline
  - 1978 - Migliore scenografia a Robin Wagner
- Drama Desk Award
  - 1978 - Miglior attore non protagonista in un musical a Kevin Kline
  - 1978 - Migliore musica a Cy Coleman
  - 1978 - Migliore scenografia a Robin Wagner
  - 1978 - Migliori costumi a Florence Klotz
  - 2015 - Migliore attrice in un musical a Kristin Chenoweth
- Theatre World Award
  - 1978 a Judy Kaye
- Outer Critics Circle Award
  - 2015 - Migliore attrice in un musical a Kristin Chenoweth
  - 2015 - Miglior attore non protagonista in un musical a Andy Karl